# Чернишевський (Новосибірська область)
Чернишевський (рос. Чернышевский) — селище у Татарському районі Новосибірської області Російської Федерації.
Входить до складу муніципального утворення Сєверотатарська сільрада. Населення становить 50 осіб (2010).

## Історія
Згідно із законом від 2 червня 2004 року органом місцевого самоврядування є Сєверотатарська сільрада.

## Населення
| 2002 | 2007 | 2010 |
| ---- | ---- | ---- |
| 104  | ↘77  | ↘50  |